# Cantioc
Cantioc es una localidad del estado mexicano de Chiapas. Es parte del municipio de Tila.

## Demografía
| Gráfica de evolución demográfica |
|                                  |

| Censo | Población |
| ----- | --------- |
| 1900  | 98        |
| 1910  | 19        |
| 1921  | 278       |
| 1930  | 200       |
| 1940  | 421       |
| 1950  | 603       |
| 1960  | 700       |
| 1970  | 863       |
| 1980  | 1 001     |
| 1990  | 1 087     |
| 2000  | 1 286     |
| 2010  | 1 426     |
| 2020  | 1 478     |